# 秋篠伝左衛門
秋篠 伝左衛門（あきしの でんざえもん、永正15年〈1518年〉 - 天正20年4月26日〈1592年6月6日〉）は、戦国時代から安土桃山時代にかけての人物。豊臣秀長（羽柴秀長）の家臣で、秀長の別妻・摂取院光秀の父。伝左衛門尉（でんざえもんのじょう）、二位法院。秋篠内記は伝左衛門を指すともいう。

## 生涯
秋篠氏は大和国の国人。『和州諸将軍伝』では、「秋篠内記」は中坊氏（中坊飛騨守秀祐）の麾下にあったとされ、『和洲志』においても「秋篠内記」は筒井順慶の内衆である中坊飛騨守秀国に属したとされている。
『庁中漫録』に記載される興福院（弘文院）の縁起によると、伝左衛門（「秋篠の某」）は筒井順慶の麾下にあって、弘文院村を領していた。伝左衛門は順慶の姉妹婿である窪庄伊豆守の妹婿であり、伝左衛門が弘文院を建てると、伊豆守の妹（伝左衛門の妻の姉妹）の自慶院心慶比丘尼が院主になったという。同縁起では、秀長の妻が「秋篠の娘」であることや、その娘が秀長の死後、比丘尼となって「摂取院光秀」を名乗り、弘文院に入ったことなどが述べられている。
天正13年（1585年）、羽柴秀長が大和郡山城に入り、天正15年（1587年）または天正16年（1588年）、伝左衛門の娘の摂取院が秀長の娘（のちの羽柴秀保妻）を生んだ。伝左衛門は「沙弥」や「入道」と書かれることから、秀保妻が生まれた直後には出家していたとみられる。また、秀保妻の誕生に伴ってか、二位法院に任じられており、後に死去した際の記事に「郡山伝左衛門入道二位法印」と記されている。
伝左衛門は秀長の側近の横浜良慶や小堀正次と共に郡山城で活動していたが、天正17年（1589年）1月、「伝左衛門殿」が病気になっているとの記事が『多聞院日記』に載る。この時の病は平癒したとみられる。
天正20年（1592年）4月26日、伝左衛門は死去した。享年75。法名は顕照院殿二位法印雪渓宗盛居士。